# West University Place (Texas)
West University Place es una ciudad ubicada en el condado de Harris en el estado estadounidense de Texas. En el Censo de 2010 tenía una población de 14787 habitantes y una densidad poblacional de 2.848,95 personas por km².

## Geografía
West University Place se encuentra ubicada en las coordenadas 29°42′56″N 95°25′54″O / 29.71556, -95.43167. Según la Oficina del Censo de los Estados Unidos, West University Place tiene una superficie total de 5.19 km², de la cual 5.19 km² corresponden a tierra firme y (0%) 0 km² es agua.

## Demografía
Según el censo de 2010, había 14787 personas residiendo en West University Place. La densidad de población era de 2.848,95 hab./km². De los 14787 habitantes, West University Place estaba compuesto por el 87.48% blancos, el 0.8% eran afroamericanos, el 0.19% eran amerindios, el 8.42% eran asiáticos, el 0% eran isleños del Pacífico, el 0.95% eran de otras razas y el 2.16% pertenecían a dos o más razas. Del total de la población el 6.95% eran hispanos o latinos de cualquier raza.

## Transporte
La Autoridad Metropolitana de Tránsito del Condado de Harris (METRO) gestiona servicios de transporte.

## Educación

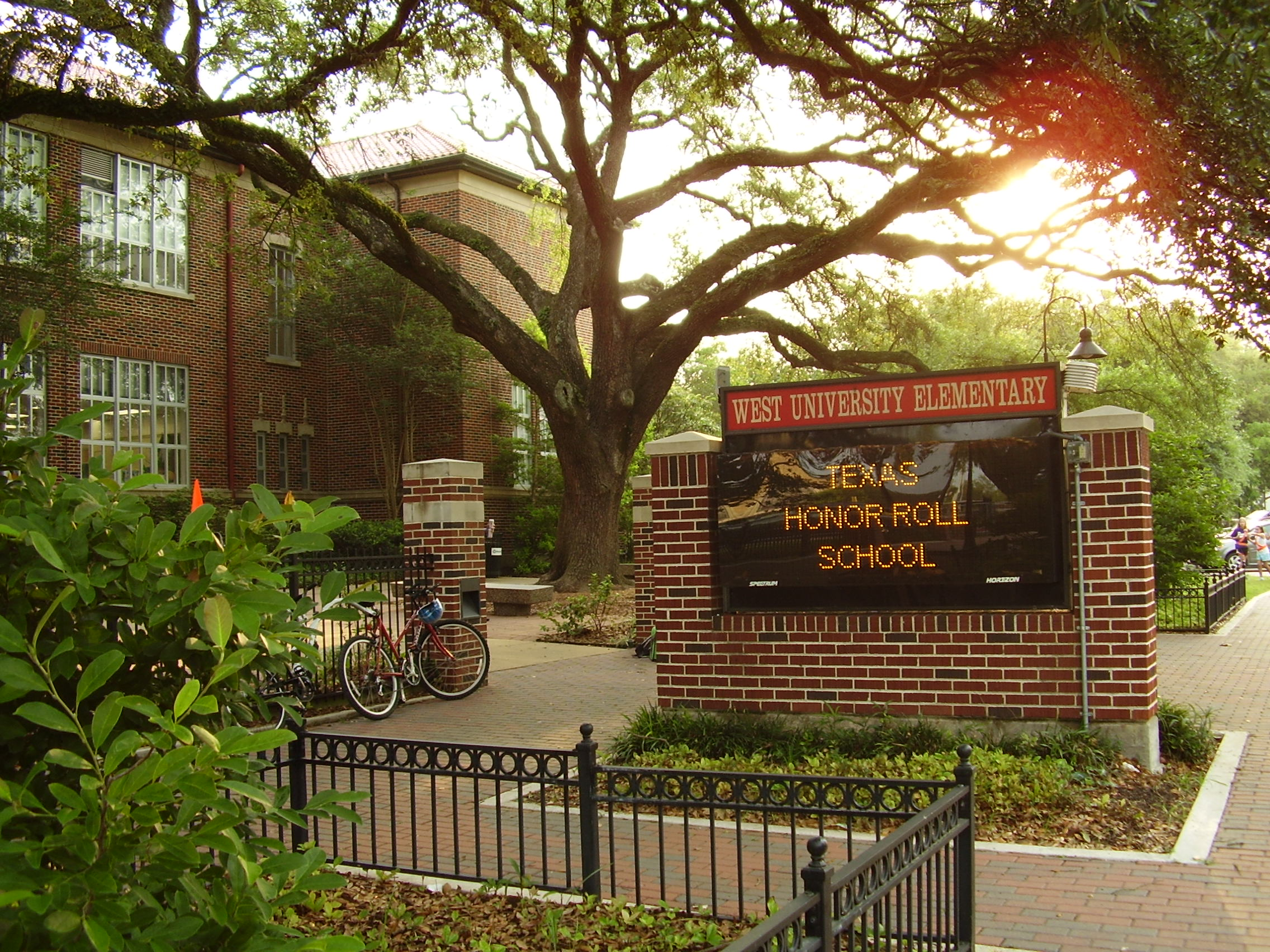
La Escuela Primaria West University

El Distrito Escolar Independiente de Houston gestiona escuelas públicas.
La Escuela Primaria West University, la Escuela Secundaria John J. Pershing, y la Escuela Preparatoria Mirabeau B. Lamar sirven a la ciudad.  Los residentes de la zona de la Escuela Secundaria Pershing tienen la opción de inscribirse en la Escuela Secundaria Pin Oak.
La Biblioteca Pública del Condado de Harris gestiona la Biblioteca Sucursal West University.

## Galería

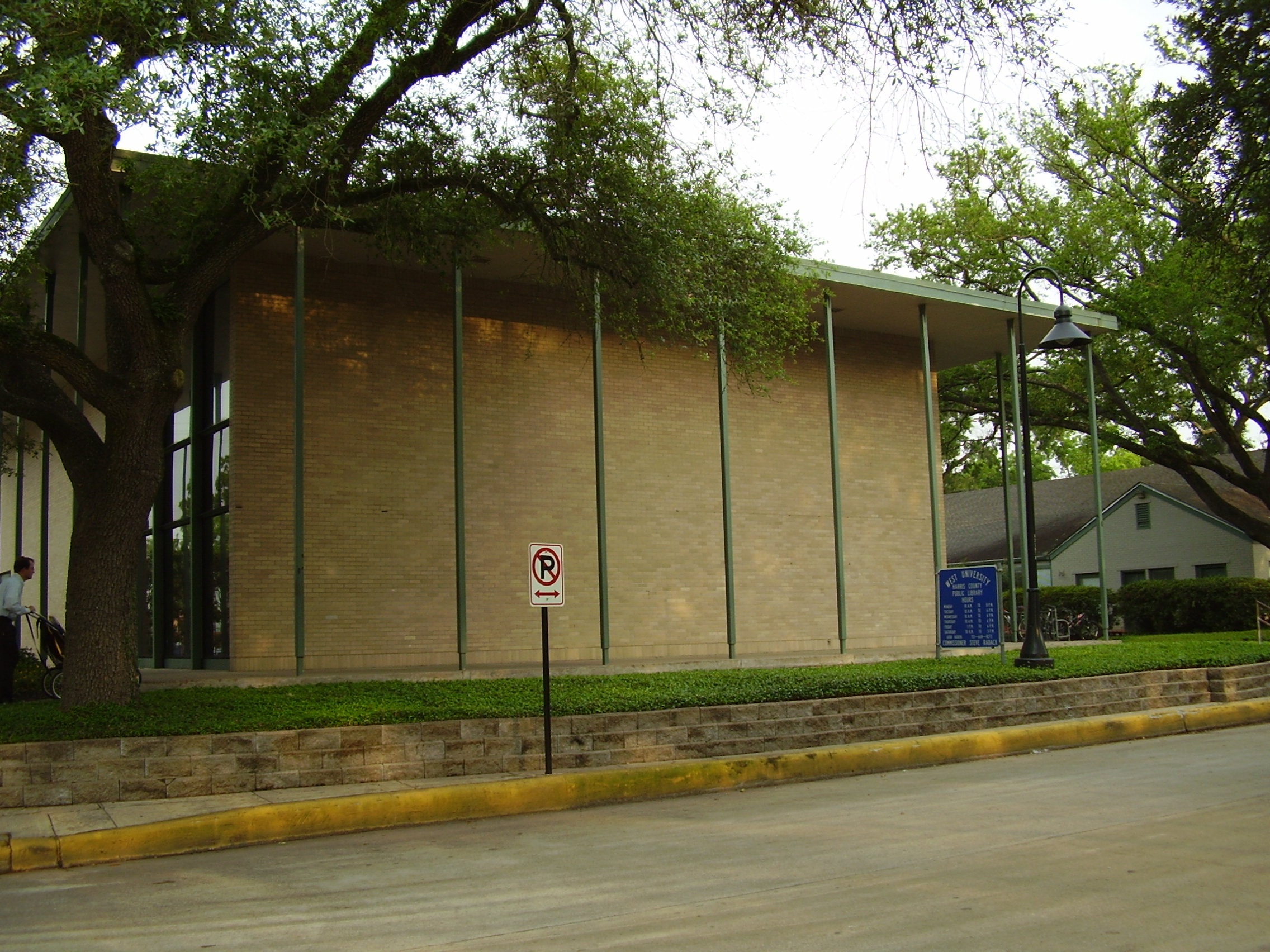
Biblioteca Sucursal West University